# Ophiactis simplex
Ophiactis simplex är en ormstjärneart som först beskrevs av John Lawrence LeConte 1851.  Ophiactis simplex ingår i släktet Ophiactis och familjen bandormstjärnor. Inga underarter finns listade i Catalogue of Life.